# Łukasz Burliga
Łukasz Burliga, né le 10 mai 1988 à Sucha Beskidzka, est un footballeur professionnel polonais. Il occupe le poste de milieu de terrain au Wieczysta Cracovie.

## Biographie

### Ses débuts au Wisła Cracovie
Après avoir commencé à jouer au football au Garbarz Zembrzyce, Łukasz Burliga rejoint le Wisła Cracovie à l'âge de douze ans et y commence sa formation. Il intègre avec succès toutes les catégories de jeunes, avant de devenir membre de l'équipe réserve en 2007. Lors de sa première saison en Młoda Ekstraklasa, il est le plus souvent utilisé en fin de matches, ce qui n'empêche pas l'entraîneur du groupe professionnel Maciej Skorża de l'appeler occasionnellement pour ses sessions d'entraînement. Burliga côtoie le haut niveau en jouant aussi quelques rencontres de Coupe de la Ligue, compétition jugée de faible importance en Pologne. Champion avec la réserve, sa situation change quelque peu avant le début de la saison suivante, le Polonais jouant la finale de la Supercoupe et étant placé dans le onze de départ du Wisła II Cracovie (l'équipe réserve) lors des matches de préparation. Comme prévu, il est titulaire en championnat, et réussit même à enchaîner les buts. Auteur d'un triplé et d'un quadruplé contre l'Odra Wodzisław Śląski et le Lech Poznań, il figure en tête du classement des buteurs avant la trêve hivernale, avec le ratio d'un but par rencontre.

### Un prêt infructueux au Flota Świnoujście, en deuxième division
Le 19 novembre 2008, c'est logiquement qu'il est inclus dans l'équipe première. Mais à côté de joueurs d'expérience tels Radosław Sobolewski ou Wojciech Łobodziński, Burliga ne fait pas le poids et ses dirigeants décident de le prêter à un club de moindre envergure. En février 2009, il signe pour quatre mois au Flota Świnoujście, équipe de deuxième division qui a la possibilité de prolonger son contrat de six mois après l'été. Avec le promu, le jeune Polonais éprouve quelques difficultés à s'imposer, ne joue que des bouts de matches et n'est pas conservé à l'issue de la saison.

### Retour difficile à Cracovie
De retour à Cracovie, Burliga joue à nouveau avec la réserve. Profitant des blessures de plusieurs cadres de l'équipe pro, il fait ses débuts en championnat le 2 octobre contre le Śląsk Wrocław, puis refait quelques apparitions sur les terrains d'Ekstraklasa au cours de l'année. Mais il n'arrive toujours pas à s'imposer, et la situation se prolonge sur la saison 2010-2011. Elle empire même au cours de l'année, Burliga ne jouant que trois matches de championnat. Face à un mur, il choisit de quitter le club mais le Wisła ne consent une nouvelle fois qu'à le prêter.

### Essaye de commencer sa carrière au Ruch Chorzów
Le 1er août 2011, après plusieurs jours de tests, Łukasz Burliga est prêté avec option d'achat au Ruch Chorzów, monument du football polonais et pensionnaire de première division.

## Palmarès
- Finaliste de la Supercoupe de Pologne : 2008
- Champion de Pologne : 2011
- Finaliste de la Coupe de Pologne : 2012